# Leilani Farha
Leilani Farha (Otawa) es una abogada y activista canadiense especializada en derechos humanos económicos y sociales. Desde junio de 2014 es la relatora especial de las Naciones Unidas sobre vivienda adecuada.

## Trayectoria
Estudió literatura inglesa y derecho en la Universidad de Toronto. Ha sido Directora Ejecutiva de Canadá Sin Pobreza. Fue elegida para asumir la Relatoría Especial en mayo de 2014.
En su mandato como Relatora Especial, se ha centrado en la desigualdad económica y la ausencia de una representación política efectiva de los pobres como causas de la falta de vivienda o alojamiento inadecuado. Farha se implica en la lucha por el derecho a una vivienda adecuada para los grupos marginados, trabajó en Canadá para implementar resoluciones de las Naciones Unidas que consideran a las personas sin hogar como una violación de los derechos humanos. Farha ha participado en misiones en todo el mundo para examinar la condición de los derechos de vivienda y desarrollar políticas para implementar tales derechos.

## Posiciones
Leilani Farha explicó a The Guardian en relación con el incendio de la Torre Grenfell que temía la violación de los derechos humanos de los inquilinos porque no estuvieron lo suficientemente involucrados en la forma en que se desarrolló el edificio, en particular por cuestiones de seguridad, antes del incendio y no están lo suficientemente involucrados en las investigaciones posteriores al incendio. Farha declaró: "Me preocupa que los residentes me digan que sienten que no se les escucha y que no siempre se los trata como a los seres humanos". Esos son los fundamentos de los derechos humanos: voz, dignidad y participación en soluciones a sus propias situaciones ". La falta de seguridad sobre el revestimiento utilizado, sobre los circuitos eléctricos y el acceso al edificio para vehículos de bomberos y rescate podría haber violado los derechos humanos a una vivienda segura, afirmó Farha.